# Drino dilaticornis
Drino dilaticornis là một loài ruồi trong họ Tachinidae.